# Arthur Jafa

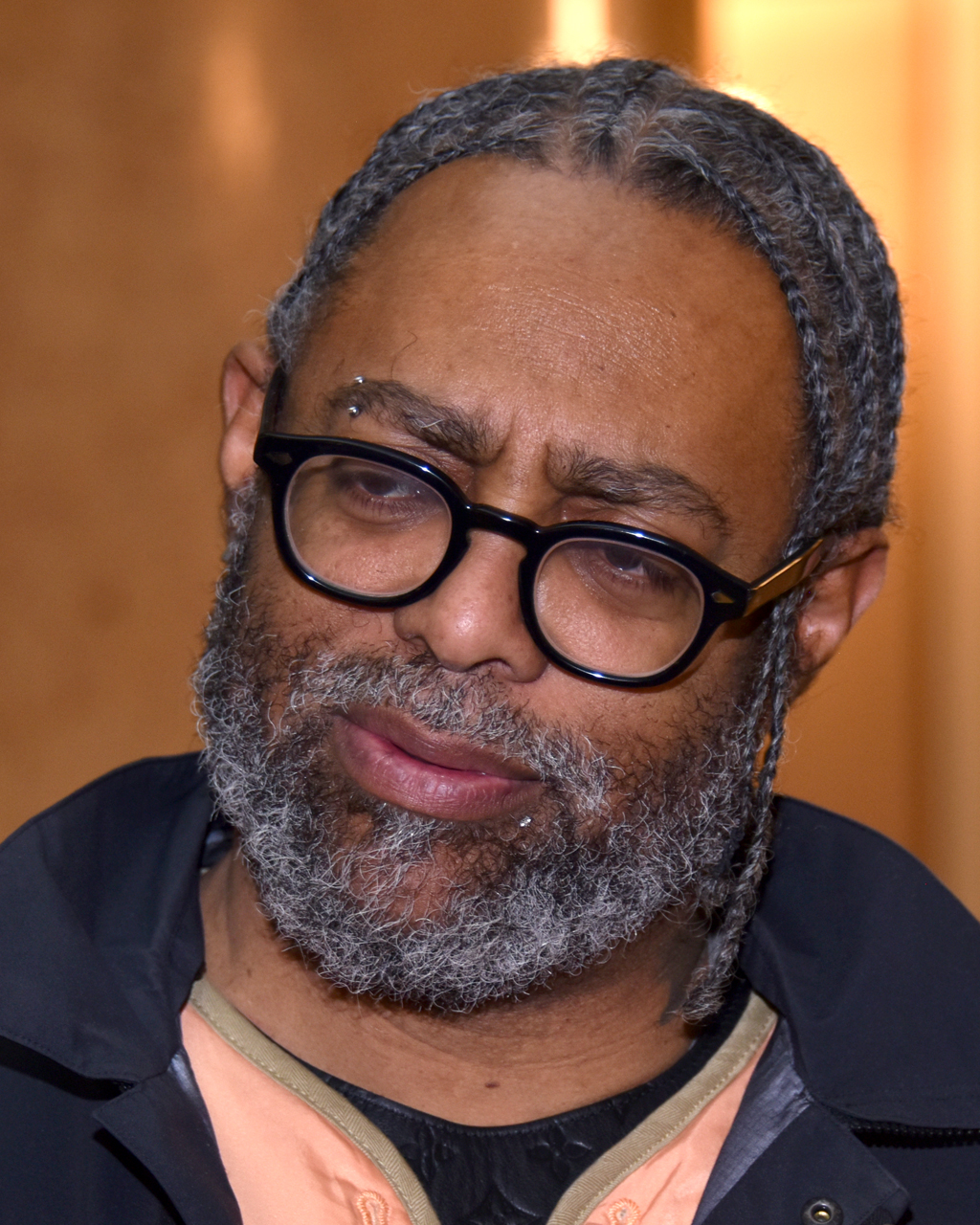
Arthur Jafa in Prag, Januar 2019

Arthur Jafa Fielder (* 30. November 1960 in Tupelo, Mississippi) ist ein US-amerikanischer bildender Künstler, Kameramann und Videokünstler. Sein Werk wird in namhaften internationalen Kultureinrichtungen ausgestellt.

## Leben und Werk
Bereits in jungen Jahren sammelte er Bilder verschiedener Kontexte, Zeitperioden und historischer Zusammenhänge und stellte sie in Alben zusammen. Noch heute bedient er sich dieser Technik mit moderneren technischen Werkzeugen. Besonders prägten ihn Science-Fiction-Filme sowie die Musik Miles Davis’, deren Intonation er als „üppig und streng“ beschreibt und die seiner Vorstellung von Ästhetik sehr nahe komme.
Jafa wurde in ein Elternhaus zweier Pädagogen hineingeboren. Er wuchs in Clarksdale auf zu einer Zeit, in der die Rassentrennung noch sehr ausgeprägt war. 1978 bis 1982 studierte er Architektur und Film an der Howard University, bevor er nach Atlanta zog. Jafa ist mit der Filmemacherin Julie Dash verheiratet, mit der er 1991 den Film Daughters of the Dust realisiert hat und für den er auf dem Sundance Film Festival den Best Cinematography-Award erhielt.
Zahlreiche seiner Werke befinden sich im Besitz bekannter Museen wie beispielsweise sein Videoessay Love is the Message, the Message is Death von 2017, das gleich von vier Häusern vorgehalten wird: dem Metropolitan Museum of Art, dem Museum of Contemporary Art (MOCA), dem Museum of Modern Art in San Francisco und dem High Museum of Art. Das siebeneinhalbminütige Video zeigt zu Kanye Wests Song Ultralight Beam collagierte Filmsequenzen der Lebenswirklichkeit von Afroamerikanern: Proteste und Polizeigewalt, Feiern, Popevents, Trance und Tanz sowie Freiheitsplädoyers. 2018 veröffentlichte er The White Album, in dem er in ca. 40 Minuten mithilfe medialer Fundstücke das Weißsein in den USA untersucht.
In Europa waren Ausstellungen seiner Werke 2017 in der Serpentine Gallery in London, 2018 in der Julia-Stoschek-Collection in Berlin, dem Rudolfinum in Prag und 2019 im Moderna Museet in Stockholm zu sehen.
Jafa wurde 2021 in die American Academy of Arts and Sciences und 2022 in die American Academy of Arts and Letters gewählt.

## Filme (Auswahl)
- Daughters of the Dust
- Love is the Message, The Message is Death
- The White Album
- Seven Songs for Malcolm X
- The Darker Side of Black
- Crooklyn
- A Litany for Survival: The Life and Work of Audre Lorde
- Rouch in Reverse
- W.E.B. DuBois: A Biography in Four Voices
- Bamako Sigi-Kan
- Conakry Kas
- Shadows of Liberty
- Roomieloverfriends
- Don't Touch My Hair
- Cranes in the Sky
- Wash Us in the Blood
- The Start Up (2013)
- Dreams Are Colder Than Death
- Florida Water (2014)
- In The Morning
- Killing Me Softly: The Roberta Flack Story
- akingdomcomethas